# Římskokatolická farnost Valašská Polanka
Římskokatolická farnost Valašská Polanka je územní společenství římských katolíků s farním kostelem sv. Jana Křtitele v děkanátu Vsetín. 

## Historie farnosti
První písemná zmínka o obci pochází z roku 1361. Vlastní kostel neměla. V letech 1714 až 1727 spadala Polanka pod kostel v Pozděchově. Poté připadla k části panství, které spravovali duchovní ze Vsetína. Farní kostel byl postaven roku 1778.

## Duchovní správci
Administrátorem je od srpna 2016 P. RNDr. Jiří Kučera, M.A. CSP.

## Bohoslužby
| Kostel                   | Místo            | Bohoslužba (den)                           | Hodina                      | Poznámka     |
| ------------------------ | ---------------- | ------------------------------------------ | --------------------------- | ------------ |
| Kostel sv. Jana Křtitele | Valašská Polanka | neděle pondělí středa čtvrtek pátek sobota | 7.45, 9.30 17.45 6.30 17.45 | farní kostel |

## Aktivity ve farnosti
Na území farnosti se pravidelně pořádá tříkrálová sbírka. V roce 2017 se při ní vybralo 51 479 korun. 
Každoročně se ve farnosti koná Noc kostelů. 
Farnost pravidelně pořádá letní prázdninové tábory.